# Moskauer Fehde

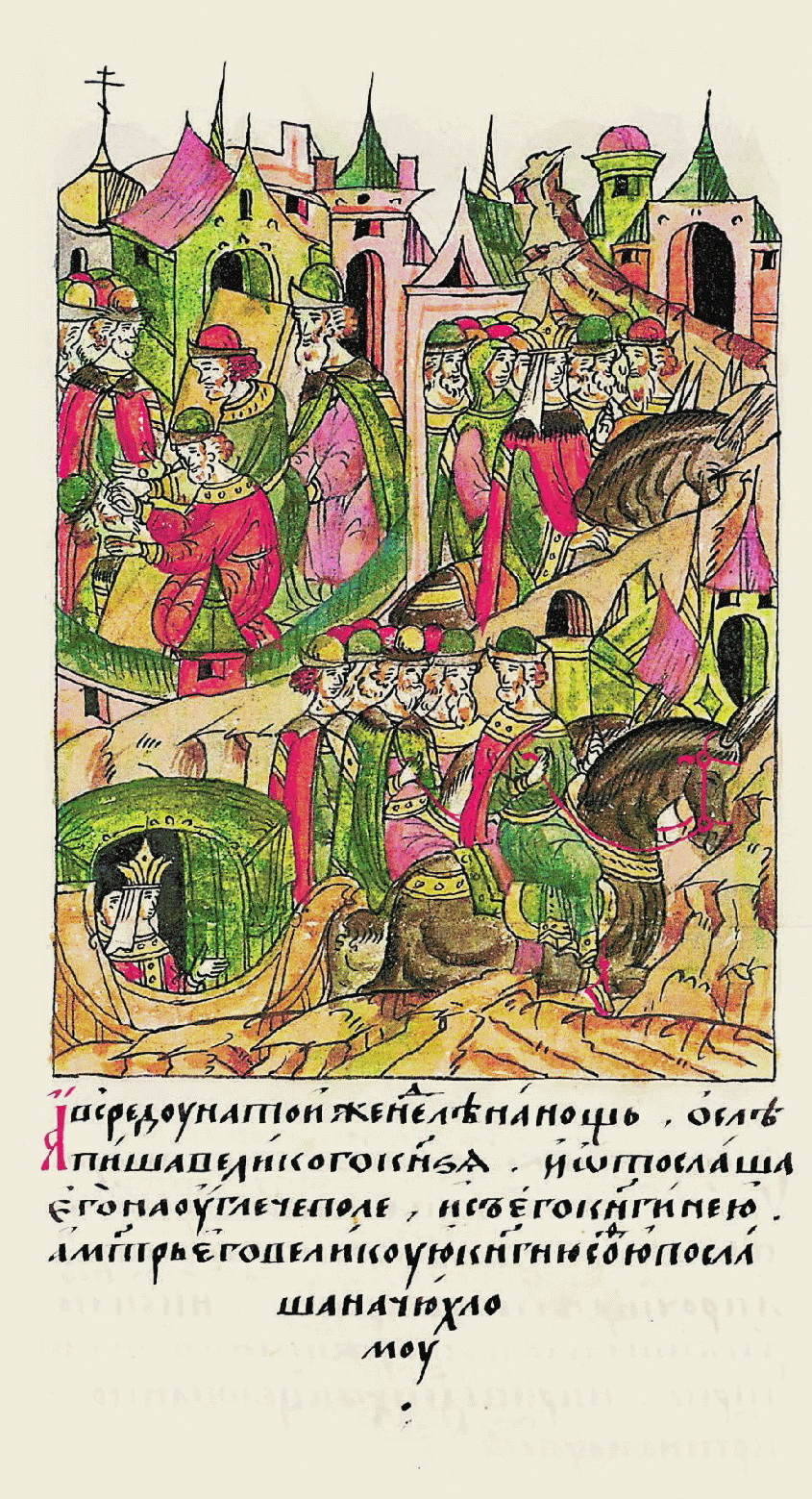
Blendung von Wassili II. Chroniken des 16. Jahrhunderts

Der Begriff Moskauer Fehde oder auch Dynastische Krise wird in der deutschen Forschung für den Zeitraum von 1425 bis 1453 in der Russischen Geschichte verwendet. Die angelsächsische Forschung verwendet dafür den Begriff „civil war“, die marxistische Historiographie bezeichnet diese Periode als „Feudalkrieg“ (russisch Феодальная война).
Dabei handelt es sich um den letzten Konflikt zwischen Anhängern des Seniorats und der Primogenitur in der Nachfolge auf dem Moskauer Großfürstenthron. Die Fehde wurde zwischen den Söhnen und Enkeln Dmitri Donskois ausgetragen und begann nach dem Tode Wassili I.
Die dynastische Krise teilt sich in ihrem Verlauf in drei Phasen ein:
- In der ersten Phase von (1425–1434) stritten sich Juri von Swenigorod und Wassili II. in blutigen Auseinandersetzungen abwechselnd um die Großfürstenwürde und den Thron in Moskau
- Die zweite Phase des Kampfes (1434–1436) begann nach dem Tod von Juri von Swenigorod (Prinz von Galitsch-Merski), als Wassili Kossoi den Großfürstenthron bestieg und damit die Feindschaft der eigenen Brüder Dmitri Schemjaka und Dmitri des Schönen hervorrief
- In der dritten Phase der Krise (1436–1453) bekämpften sich Dmitri Schemjaka und Wassili II., aus denen Letzterer als endgültiger Sieger – unter Verlust seines Augenlichtes – hervorging.

Am Ende setzte sich endgültig das Prinzip der Primogenitur für den Großfürstentitel in Moskau durch. Der Großfürstentitel wurde zudem unabhängig von der Person zu einem abstrakten, höheren Wert als zuvor heraufgestuft. In territorial-politischer Hinsicht schließlich endete die Dynastische Krise mit einer weiteren Festigung des Moskauer Führungsanspruches.